# Tipula atameles
Tipula atameles är en tvåvingeart som beskrevs av Alexander 1966. Tipula atameles ingår i släktet Tipula och familjen storharkrankar. Inga underarter finns listade i Catalogue of Life.